# Philodromus albidus
Philodromus albidus es una especie de araña cangrejo del género Philodromus, familia Philodromidae. Fue descrita científicamente por Kulczynski en 1911.

## Distribución
Esta especie se encuentra en Europa, Turquía y Cáucaso.